# Chaetolopha anomala
Chaetolopha anomala är en fjärilsart som beskrevs av Louis Beethoven Prout 1941. Chaetolopha anomala ingår i släktet Chaetolopha och familjen mätare. Inga underarter finns listade i Catalogue of Life.